# A2217 road
Die A2217 ist eine Class-I-Straße, die 1923 im Stadtgebiet London mit der namentlichen Bezeichnung „Clapham Park Road, Acre Lane and Coldharbour Lane“ festgelegt wurde. Sie verläuft von der A215 in Camberwell zur A24 in Clapham.